# Pat Phoenix
Patricia "Pat" Frederica Phoenix (26 de noviembre de 1923 – 17 de septiembre de 1986) fue una actriz británica que llegó a ser una de las primeras sex symbols de la televisión de su país gracias a su papel de Elsie Tanner en la serie Coronation Street.

## Inicios
Su verdadero nombre era Patricia Frederica Manfield, y era natural de Mánchester, Inglaterra siendo sus padres Anna Maria Josephine Noonan y Tom Manfield. Sus padres se separaron al conocer su madre que su esposo era bígamo. Su madre se casó después con Richard Pilkington. Phoenix estudió en la Fallowfield Central School de Mánchester. Siendo niña ya tenía ambiciones teatrales, y a los 11 años de edad actuaba con regularidad en el programa radiofónico Children's Hour. Tras dejar la escuela, trabajó como archivista del departamento de gas de Mánchester Corporation, actuando en obras de aficionados en su tiempo libre, y sumándose más tarde al Arts Theatre de Mánchester y a otras compañías de repertorio del norte de Inglaterra.
Su gran oportunidad llegó en 1948, interpretando a la mujer de Sandy Powell en el film de Mancunian Film Studios Cup-tie Honeymoon, tras lo cual siguió una temporada veraniega actuando en Blackpool con Thora Hird en el show Happy Days. La publicidad le valió conseguir un trabajo más serio con la compañía Theatre Workshop, de Joan Littlewood, en el Teatro Royal, Stratford East. Así mismo, fue guionista del ventrílocuo Terry Hall y del humorista Harry Worth. Pese a actuar en algunos filmes menores (Blood of the Vampire y Jack the Ripper), en 1960 volvió a Mánchester con su ambición intacta.

## Coronation Street
Su suerte cambió cuando consiguió su papel más conocido, el de Elsie Tanner, en la serie televisiva Coronation Street. En esa época había cambiado su nombre artístico Pilkington por Phoenix, en alusión al ave mitológica que renace de las cenizas. Phoenix trabajó en el programa desde 1960 a 1973, y de Nuevo desde 1976 a 1984. Su personaje era conocido por su encendido pelo rojo, y fue descrito por el primer ministro del Reino Unido James Callaghan como «la cosa más sexy de la televisión». Durante los períodos en que estaba ausente de la serie no consiguió encontrar papeles alternativos apropiados, y acabó dejándola en enero de 1984. En el guion se decía que su personaje viajaba a Portugal para encontrarse con un antiguo amor.

## Otros papeles cinematográficos y televisivos
Su popularidad le valió para conseguir un papel en el film británico de 1963 La habitación en forma de L, donde interpretaba a una prostituta y actuaba junto a Leslie Caron.
Tras su último adiós a Coronation Street actuó en una obra televisiva en un acto, Hidden Talents, en 1986. Para entonces ya sufría un avanzado cáncer de pulmón, y en el programa encarnaba a una mujer que se estaba muriendo de cáncer.
Además, en ese mismo año trabajó en una sitcom de corta trayectoria, Constant Hot Water, interpretando a una dueña en Bridlington.

## Cubierta discográfica de The Smiths
En 1985 fue entrevistada para una revista por un admirador suyo, el cantante Morrissey, gracias al cual apareció en la cubierta de uno de los sencillos de The Smiths, "Shakespeare's Sister".

## Vida personal
El matrimonio de sus padres no era legal, dado que su padre, Tom Manfield, era bígamo. Por ello su madre se casó más adelante con Richard Pilkington, del cual tomó Phoenix su apellido. 
Su vida amorosa se aireó en la prensa amarilla. Su primer matrimonio fue con Peter Marsh, un actor. La boda se llevó a cabo en la catedral de Bradford, y la pareja se separó al año. En 1972 se casó con su compañero de Coronation Street Alan Browning, que era alcohólico y que falleció por una enfermedad hepática en 1979. 
Más adelante se casó con el actor Anthony Booth. Este último matrimonio, Phoenix la convirtió en suegra del entonces desconocido parlamentario Tony Blair, que once años después de la muerte de la actriz llegaría a ser primer ministro británico. Phoenix apoyó la campaña de Blair en las elecciones generales del Reino Unido de 1983. Además, también hizo campaña a favor de Cherie Blair. Phoenix fue a lo largo de su vida simpatizante del Partido Laborista, además de católica practicante.
Phoenix también fue propietaria del Navigation Inn, un pub en la población de Buxworth, en el Parque nacional del distrito de los Picos.
Fumadora de tres paquetes de cigarrillos al día, a Phoenix le diagnosticaron un cáncer de pulmón en marzo de 1986, tras sufrir un desmayo en su domicilio. Tras el diagnóstico siguió trabajando, ocultando su enfermedad a la mayoría de la gente, incluso a su pareja, Anthony Booth. En el verano de 1986 su salud se deterioró, viéndose forzada a aceptar tratamientos más agresivos, y a confirmar a la prensa sus problemas médicos. Tras haber recibido la extremaunción, se casó en su lecho de muerte con Booth en Stockport, Gran Mánchester, el 10 de septiembre de 1986. Ocho días después la actriz falleció mientras dormía. Tenía 62 años de edad. A su funeral, celebrado en la Iglesia Holy Name of Jesus, en Mánchester, asistieron Tony Blair y Cherie Blair.
Desde su muerte, Phoenix ha sido interpretada por las actrices Denise Black, Sue Johnston y Jessie Wallace en varios dramas describiendo su vida.

## Autobiografía
Phoenix escribió dos volúmenes autobiográficos: All My Burning Bridges (1974) y Love, Curiosity, Freckles and Doubt (1983).